# Alfa Romeo Giulia (952)
Alfa Romeo Giulia (Tip 952), nova generacija Giulije, predstavljena je javnosti 24. lipnja 2015. godine u muzeju Alfe Romeo u Areseu, Italiji. Predstavljanje se održalo na 105. godišnjicu postojanja tvrtke, kada je otkriven i novi logo. Giulia je ujedno i prvo vozilo Alfa Romea koja koristi uzdužnu platformu sa stražnjim pogonom, od 75 koji je ukinut 1992. Giulia je bila druga na izborima za Europski automobil (European Car of the Year) 2017. godine i proglašena je automobilom godine motora (Motor Trend Car of the Year) za 2018. godinu. 2018. Giulia je nagrađena nagradom za industrijski dizajn Compasso d'Oro.

## Podvozje i oprema
Giulia koristi raspored prednjeg motora i pogona na stražnje kotače, koji ima 50/50 raspodjele težine sprijeda/straga. Ovjes je neovisan višenamjenski, dvostruke vilice sprijeda i "multilink" straga. [4] Svi modeli Giulije koriste pogonsko vratilo od karbonskih vlakana proizvedeno u Hitachi Automotive Systems,  aluminijske dijelove ovjesa, vrata itd. U ponudi su i modeli s pogonom na sve kotače.
Ovisno o razini opreme, ima 6,5" ili 8,8" zaslon u boji; dostupni su i opcijski paketi Sport, Performance i Luxury. Sportski paket uključuje sportski upravljač s dodatnim prianjanjem (grip-om), aluminijske umetke na kontrolnoj ploči s instrumentima, središnjoj konzoli i obloge vrata te Xenon prednja svjetla. Luksuzni paket nudi vrhunske kožne presvlake i drvene obloge. Paket performansi uključuje mehanički diferencijal s ograničenim klizanjem, zajedno s elektroničkim ovjesom i ručnim polugama koje se nalaze na stupu upravljača u automobilima s automatskim mjenjačem.

## Specifikacije
| Model                           | Motor            | Obujam           | Snaga                         | Okr. moment               | 0–100 km/h       | Max. brzina      | CO2              |
| Benzinski motori                | Benzinski motori | Benzinski motori | Benzinski motori              | Benzinski motori          | Benzinski motori | Benzinski motori | Benzinski motori |
| ------------------------------- | ---------------- | ---------------- | ----------------------------- | ------------------------- | ---------------- | ---------------- | ---------------- |
| 2.0 L turbo GME MultiAir AT8    | I4               | 1.995 ccm        | 147 kW (200 KS) pri 5000 okr. | 330 Nm pri 1750 okr.      | 6,6 s            | 235 km/h         | 138 g/km         |
| 2.0 L turbo GME MultiAir AT8    | I4               | 1.995 ccm        | 184 kW (250 KS) pri 5250 okr. | 400 Nm pri 2250–4500 okr. | N/A              | N/A              | N/A              |
| 2.0 L turbo GME MultiAir AT8 Q2 | I4               | 1.995 ccm        | 206 kW (280 KS) pri 5250 okr. | 400 Nm pri 2250–4500 okr. | 5,7 s            | 240 km/h         | 144 g/km         |
| 2.0 L turbo GME MultiAir AT8 Q4 | I4               | 1.995 ccm        | 206 kW (280 KS) pri 5250 okr. | 400 Nm pri 2250–4500 okr. | 5,2 s            | 240 km/h         | 152 g/km         |
| 2.9 L 90° 24v twin-turbo AT8    | V6               | 2.891 ccm        | 375 kW (510 KS) pri 6500 okr. | 600 Nm pri 2500–5500 okr. | 3,9 s            | 307 km/h         | 189 g/km         |
| 2.9 L 90° 24v twin-turbo MT6    | V6               | 2.891 ccm        | 375 kW (510 KS) pri 6500 okr. | 600 Nm pri 2500–5500 okr. | 3,9 s            | 307 km/h         | 198 g/km         |
| 2.9 L 90° 24v twin-turbo AT8    | V6               | 2.891 ccm        | 382 kW (520 KS)               | N/A                       | N/A              | N/A              | N/A              |
| 2.9 L 90° 24v twin-turbo AT8    | V6               | 2.891 ccm        | 397 kW (540 KS)               | N/A                       | 3,6 s            | N/A              | 277 g/km         |
| 2.9 L 90° 24v twin-turbo AT8    | V6               | 2.891 ccm        | 397 kW (540 KS)               | N/A                       | 3,6 s            | N/A              | 274 g/km         |
| Diesel motori                   |                  |                  |                               |                           |                  |                  |                  |
| 2.2 L Multijet II AT8           | I4               | 2.143 ccm        | 100 kW (136 KS) pri 2500 okr. | 450 Nm pri 1750 okr.      | 9,5 s            | 210 km/h         | 128 g/km         |
| 2.2 L Multijet II MT6           | I4               | 2.143 ccm        | 100 kW (136 KS) pri 4250 okr. | 380 Nm pri 1500 okr.      | 9,0 s            | 210 km/h         | 109 g/km         |
| 2.2 L Multijet II AT8           | I4               | 2.143 ccm        | 118 kW (160 KS) pri 4000 okr. | 450 Nm pri 1500 okr.      | 8,2 s            | 221 km/h         | 128 g/km         |
| 2.2 L Multijet II AT8           | I4               | 2.143 ccm        | 110 kW (150 KS) pri 4000 okr. | 450 Nm pri 1750 okr.      | 8,2 s            | 221 km/h         | 109 g/km         |
| 2.2 L Multijet II MT6           | I4               | 2.143 ccm        | 110 kW (150 KS) pri 4000 okr. | 380 Nm pri 1500 okr.      | 8,4 s            | 221 km/h         | 109 g/km         |
| 2.2 L Multijet II AT8 Q4        | I4               | 2.143 ccm        | 140 kW (190 KS) pri 3750 okr. | 450 Nm pri 1750 okr.      | 7,1 s            | 230 km/h         | 145 g/km         |
| 2.2 L Multijet II AT8           | I4               | 2.143 ccm        | 140 kW (190 KS) pri 3750 okr. | 450 Nm pri 1750 okr.      | 7,1 s            | 230 km/h         | 128 g/km         |
| 2.2 L Multijet II MT6           | I4               | 2.143 ccm        | 132 (180 KS) pri 3750 okr.    | 380 Nm pri 1750 okr.      | 7,2 s            | 230 km/h         | 109 g/km         |
| 2.2 L Multijet II AE AT8        | I4               | 2.143 ccm        | 132 (180 KS) pri 3750 okr.    | 450 Nm pri 1750 okr.      | 7,2 s            | 230 km/h         | 99 g/km          |
| 2.2 L Multijet II AT8           | I4               | 2.143 ccm        | 132 kW (180 KS)               | 450 Nm pri 1750 okr.      | 7,1 s            | 230 km/h         | 109 g/km         |
| 2.2 L Multijet II AT8 Q4        | I4               | 2.143 ccm        | 132 kW (180 KS)               | 450 Nm pri 1750 okr.      | 6,8 s            | 230 km/h         | 122 g/km         |
| 2.2 L Multijet II AT8 Q4        | I4               | 2.143 ccm        | 154 kW (210 KS)               | 470 Nm pri 1750 okr.      | 6,9 s            | 235 km/h         | 122 g/km         |

## Galerija
- 2018 Alfa Romeo Giulia Veloce TB Automatic 2.0
- 2018 Alfa Romeo Giulia Veloce TB Automatic 2.0
- Alfa Romeo Giulia QV
- Alfa Romeo Giulia QV
- Alfa Romeo Giulia (interior)